# Anne-Françoise Theunissen
Anne-Françoise Theunissen (Chênée, 1 juli 1943) is een voormalig Belgisch lid van het Brussels Hoofdstedelijk Parlement.

## Levensloop
Als licentiate in de economische, politieke en sociale wetenschappen werd Theunissen bediende bij de vakbond CSC. Later werd ze eveneens ondervoorzitter van de Brusselse afdeling van de MOC, de Franstalige christendemocratische arbeidersbeweging. 
Ze werd politiek actief voor de ecologisch gezinde partij Ecolo en zetelde voor de partij van 1999 tot 2004 in het Brussels Hoofdstedelijk Parlement. Tevens zetelde ze van 2001 tot 2004 in het Parlement van de Franse Gemeenschap.